# Hohe Köpfe
Als Hohe Köpfe (2040 m ü. A. und 2066 m ü. A.) wird ein Berg mit zwei Gipfeln im Rätikon, Teil der sogenannten Galina-Gruppe bezeichnet, der auf dem Gemeindegebiet von Frastanz und Nenzing gelegen ist. Auf dem kleineren Gipfel (Nordgipfel) befindet sich ein einfaches Gipfelkreuz. Die Höhe des kleineren Gipfels wird unterschiedlich mit 2040, 2045 oder 2048 m.ü.A. angegeben.

## Lage
Die Hohen Köpfe sind markante Erhebungen der Galina-Gruppe im Rätikon. Der Ausläufer der Galina-Gruppe zieht sich bis zur Marktgemeinde Frastanz (einer der letzten Erhebungen ist der Stutzberg).
Beide Gipfel der Hohen Köpfe sind auffallende, ausgeprägte Gipfel. Die Vegetation besteht unterhalb des Gipfels aus dichtem Gras, Latschen und einigen Stauden und Tannen etc. Der Gipfel ist weitgehend vegetationsfrei und bietet eine hervorragende Rundumsicht, die unter anderem im Norden bis zum 140 km entfernten Ulmer Münster, im Nordwesten zum ca. 160 km entfernten Schwarzwald, und im Südwesten bis weit in die Glarner und Urner Alpen (Tödi, Groß Schärhorn, Sustenhorn) reicht.
Auf der westlichen Seite der Hohen Köpfe (und teilweise des Kamms Galina-Gruppe), befindet sich das Europaschutzgebiet Spirkenwälder Saminatal.

## Benachbarte Gipfel und Einkerbungen bzw. Alpen
In nördlicher Richtung gesehen, etwa 1100 m Luftlinie entfernt, liegen die Spitztälispitz (etwa 1730 m ü. A.), etwas abseits vom Kamm, rund 1250 m Luftlinie entfernt, der Goppaschrofen (1781 m ü. A.). Rund 1700 m entfernt am Kamm liegt dann die sogenannte Zäwasheilspitz (Wisle) (etwa 1778 m ü. A.) und danach (170 m Luftlinie) die Gurtisspitze (1778 m ü. A.).
In südlicher Richtung liegt etwa 850 m Luftlinie entfernt das Mattajoch und 1650 m Luftlinie entfernt der Galinakopf (2198 m ü. A.). Der Galinakopf gibt auch diesem Kamm (Ausläufer) des Rätikons, an dem die Hohen Köpfe liegen, den Namen (Galina-Gruppe).
Die Sattelalpe (1383 m ü. A.) ist etwa 1100 m Luftlinie entfernt.

## Wandern

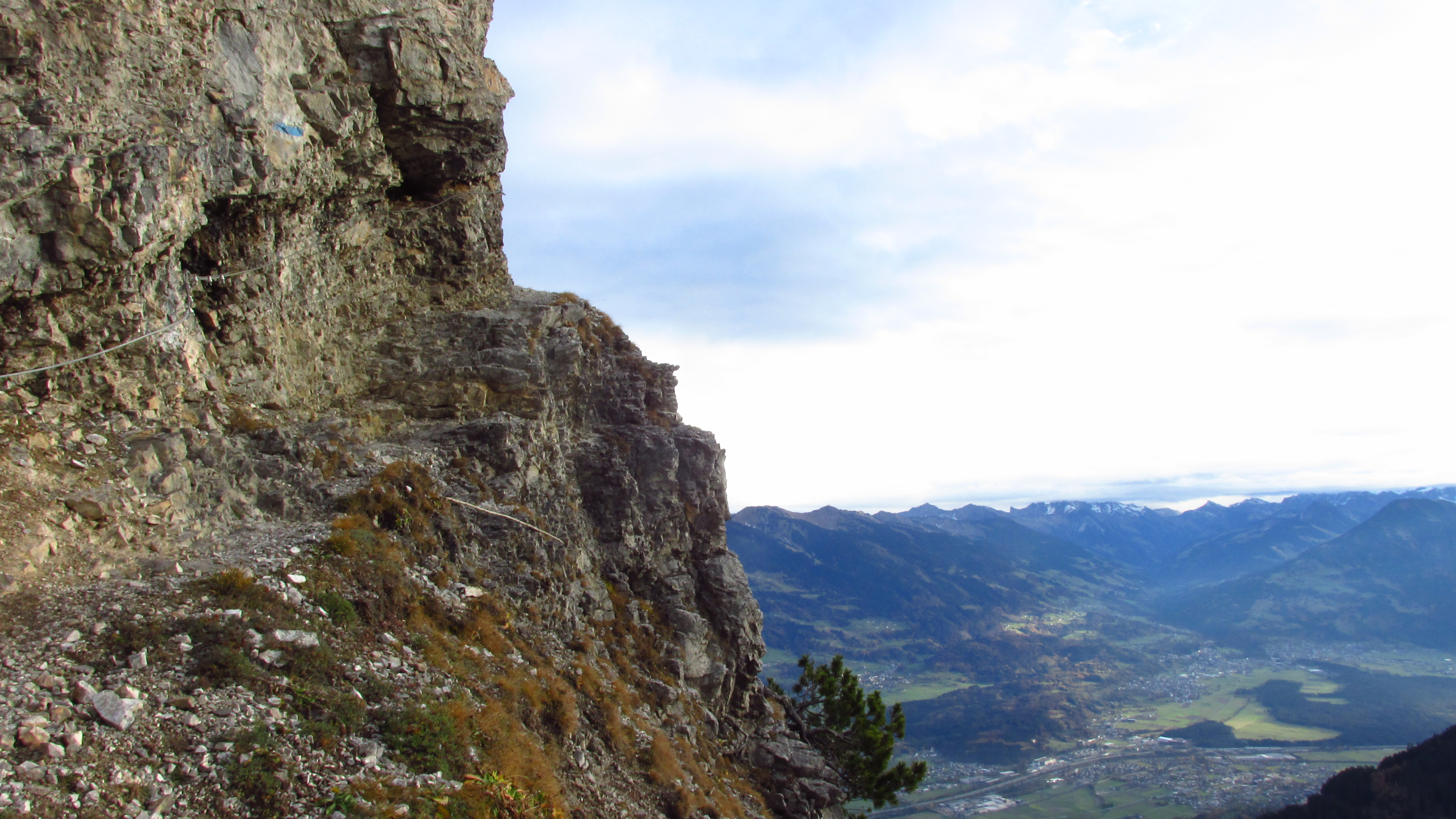
Der Steig von Norden auf die Hohen Köpfe ist stellenweise ausgesetzt. Tief unten sind Nenzing und der Walgau, links hinten der Walserkamm.

Die Hohen Köpfe sind wegen der Exponiertheit des letzten Stücks des Wanderweges (felsiger, anspruchsvoller Weg, teilweise mit Drahtseilen gesichert) nur für geübte, trittsichere Wanderer zu empfehlen. Der nördliche Gipfel wird vom Steig berührt, zum höheren, südlichen Gipfel ist es vom Steig ein Abstecher von wenigen Minuten. Der nächstgelegene Wander-Stützpunkt ist die Sattelalpe  (nur im Sommer bewirtschaftet). Auch andere umliegende Alpen sind nur im Sommer bewirtschaftet.
Zeitaufwand (Beispiele)
- Hohe Köpfe – Galinaalpe – Sattelalpe: Gehzeit: etwa 1,5 Stunden.

- Gurtis über die Bazora-Alpe zur Gurtisspitze, Zäwasheilspitz (Wisle), Spitzwiesle, Spitztälespitz, Hohe Köpfe, Galinaalp, Sattelalp, Gurtis: Gehzeit: etwa 8 bis 12 Stunden (Gurtisspitze und Zäwasheilspitz könne auch zeitsparend umgangen werden).